# 魏悼子
魏悼子（？—？），姬姓，魏氏，名不详，春秋时晋国大夫，魏氏第四代领袖。魏武子之長子，厨武子魏錡、「結草銜環」的典故中打敗秦將的魏顆之弟，魏昭子魏絳之父。
《史记》記載：十九年反，重耳立为晋文公，而令魏武子襲魏氏之后封，列為大夫，治於魏。生悼子。魏悼子遷徙治霍（今山西霍州）。生子魏絳。